# Many Rivers to Cross (film)
Many Rivers to Cross is een Amerikaanse koloniale western uit 1955 onder regie van Roy Rowland. De hoofdrollen worden vertolkt door Robert Taylor en Eleanor Parker.  De film is gebaseerd op het gelijknamig kortverhaal van Steve Frazee dat gepubliceerd werd in het tijdschrift Argosy. Destijds werd de film in Nederland uitgebracht onder de titel Echtgenoot in nood.

## Verhaal
Mary Stuart Cherne is een agressieve pioniersvrouw in Kentucky in 1798 die vastbesloten is het hart te veroveren van Bushrod Gentry, een knappe pelsjager die absoluut geen interesse heeft in trouwen. Wanneer hij haar afwijst dwingt ze hem met de hulp van haar vier broers om met haar te trouwen. Hij weet echter te ontsnappen, achternagezeten door een woedende bruid. Als hij later op een groepje indianen stoot die Mary willen scalperen, redt hij haar en bloeit er alsnog iets moois tussen de twee.

## Rolverdeling
| Acteur               | Personage          |
| -------------------- | ------------------ |
| Robert Taylor        | Bushrod Gentry     |
| Eleanor Parker       | Mary Stuart Cherne |
| Victor McLaglen      | Cadmus Cherne      |
| Jeff Richards        | Fremont            |
| Russ Tamblyn         | Shields            |
| James Arness         | Esau Hamilton      |
| Alan Hale, Jr.       | Luke Radford       |
| John Hudson          | Hugh               |
| Rhys Williams        | Lige Blake         |
| Josephine Hutchinson | Mrs. Cherne        |
| Sig Ruman            | Spectacle man      |
| Rosemary DeCamp      | Lucy Hamilton      |
| Russell Johnson      | Banks              |
| Ralph Moody          | Sandak             |
| Abel Fernandez       | Slangoh            |

## Trivia
- De film was bedoeld als een satire op het westerngenre, maar werd destijds door de pers niet grappig bevonden maar eerder idioot, lomp en onhandig.[4]